# Liste der Stolpersteine in Rheinsberg

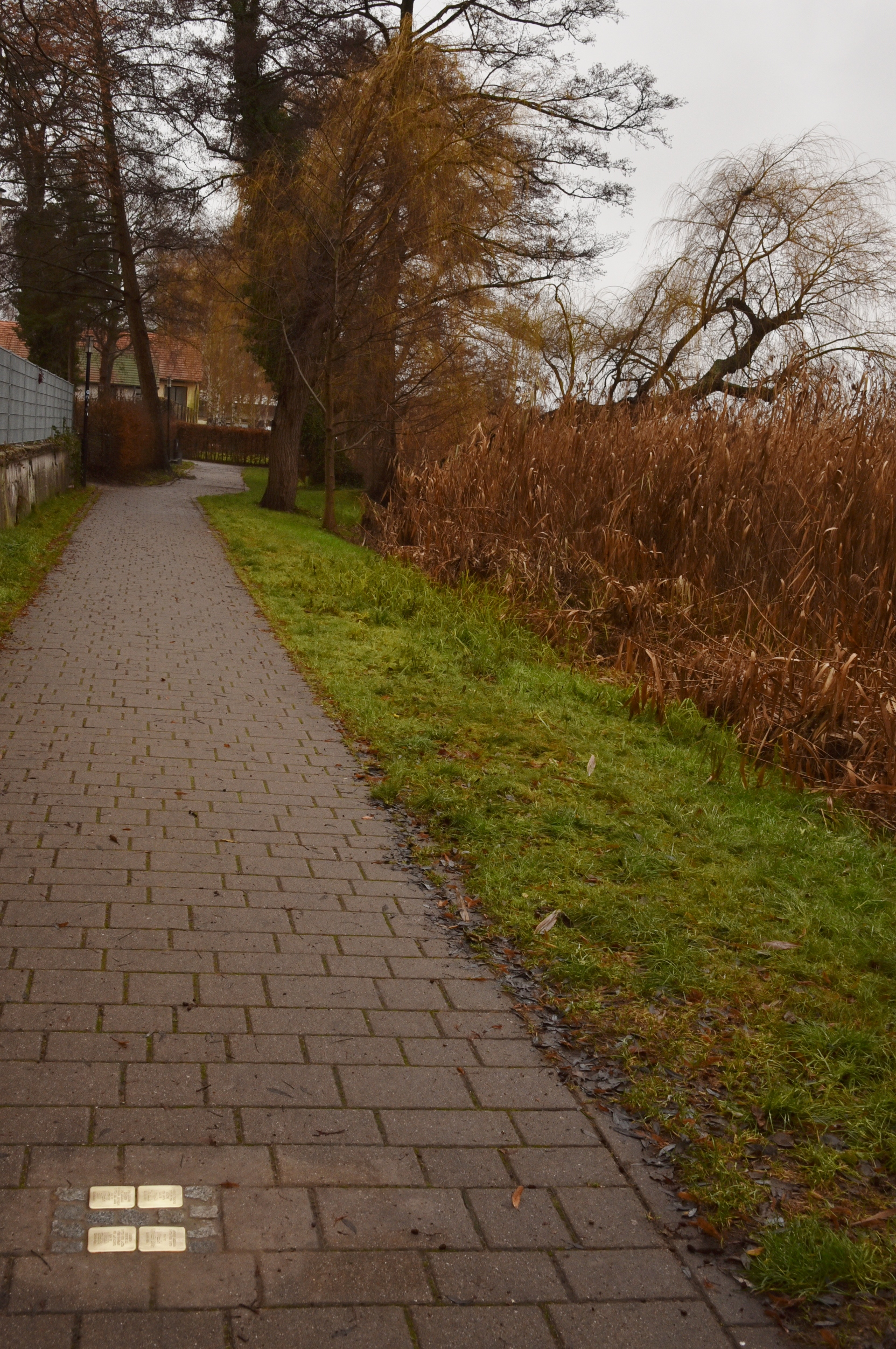
Stolpersteine in Rheinsberg

Diese Liste der Stolpersteine in Rheinsberg enthält die Stolpersteine, die im Rahmen des gleichnamigen Kunstprojekts von Gunter Demnig in der Kernstadt Rheinsberg im brandenburgischen Landkreis Ostprignitz-Ruppin verlegt wurden. Auf der Oberseite der Betonquader mit zehn Zentimeter Kantenlänge ist eine Messingtafel verankert, die Auskunft über Namen, Geburtsjahr und Schicksal der Personen gibt, derer gedacht werden soll. Die Steine sind in den Bürgersteig vor den ehemaligen Wohnhäusern der Opfer der nationalsozialistischen Gewaltherrschaft eingelassen. Mit ihnen soll Opfern des Nationalsozialismus gedacht werden, die in Rheinsberg lebten und wirkten.

## Juden in Rheinsberg
Im beginnenden 19. Jahrhundert lebten nur sehr wenige jüdische Familien in Rheinsberg, zur Jahrhundertwende waren es immerhin zehn. Eine eigenständige jüdische Gemeinde gab es hier nie. 1819 wurde erstmals ein Friedhof angelegt. Ende der 1920er Jahre lebten noch vier jüdische Familien im Ort.

## Verlegte Stolpersteine
In Rheinsberg wurden 13 Stolpersteine an fünf Anschriften verlegt.
| Stolperstein | Inschrift | Standort                            | Name, Leben |
| ------------ | --- | ----------------------------------- | --- |
|              | HIER WOHNTE IDA HIRSCHFELD GEB. GIMPEL JG. 1856 UNFREIWILLIG VERZOGEN 1943 BERLIN DEPORTIERT 1943 THERESIENSTADT ERMORDET 28.3.1943         | Berliner Straße 12                  | Ida Hirschfeld geb. Gimpel wurde am 31. Dezember 1856 in Neubukow, in der Nähe von Rostock, geboren. Sie heiratete Julius Hirschfeld, Mitglied der ältesten, mindestens seit 1835 in Rheinsberg ansässigen jüdischen Familie. Sie wurde so zur Tante von Rosa Hirschfeld. Ihr Ehemann war erster Beigeordneter von Rheinsberg. Er starb 1918, sie aber blieb in der Stadt. Im Alter von 86 Jahren wurde ihr im Februar 1943 mitgeteilt, dass sie demnächst deportiert würden werde. Zuvor jedoch sollte sie ein umfassendes Vermögensverzeichnis ablegen, auf 16 Seiten. Am 10. Februar wurde sie vom Ortspolizisten abgeholt und zum Bahnhof geleitet. Sie kam in ein Berliner Sammellager, in dem 55.000 Menschen auf ihre Deportation warteten. Am 17. März 1943 wurde sie mit dem Transport I/90 nach Theresienstadt deportiert. Ihre Gefangenennummer auf diesem Transport war 11306. Es war der bis dahin größten Transport mit insgesamt 1282 Frauen und Männern in Viehwaggons. Ida Hirschfeld verlor ihr Leben am 28. März 1943, zehn Tage nach der Abfahrt. |
|              | HIER WOHNTE ROSA HIRSCHFELD JG. 1867 GEDEMÜTIGT / ENTRECHTET TOT 3.3.1941                                                                   | Schlossstraße 9 (Ecke Lange Straße) | Rosa Hirschfeld hat „ein sehr unauffälliges Leben geführt“, konstatierte Peter Böthig. Sie wurde am 4. November 1868 im pommerschen Altwarp geboren. Sie blieb unverheiratet. In Rheinsberg wohnten ihre Tante Ida und ihr Onkel Julius. Wann sie zu ihnen zog, ist nicht bekannt, es muss aber spätestens Anfang 1933 gewesen sein, denn aus einer Volks-, Berufs- und Betriebszählung dieses Jahres geht hervor, dass drei Frauen mit dem Namen Hirschfeld in besagtem Haus wohnten. Ab Sommer 1938 war sie finanziellen Repressalien ausgesetzt und musste ihre ausländischen Wertpapiere abgeben. Ihr Vermögen bestand aus 1000 Mark russische Staatsanleihe, 1020 Mark ungarische Kronenrente sowie 1000 RM Barvermögen. Künftig benötigte sie die Zustimmung der Reichsbank, um über ihr Vermögen verfügen zu dürften. Als Lebensunterhalt wurden ihr nur 100 Reichsmark monatlich genehmigt, doch fand sie damit nicht ihr Auslangen und bat daher um eine Erhöhung; ob diese genehmigt wurde, ist nicht bekannt. 1939 wollte sie in ein Altenheim umziehen und musste auch dafür um eine Genehmigung ersuchen. Zu dem Umzug kam es nicht mehr, ab 1939 hatte sie eine Pflegerin namens Erna Perl. Als Rosa Hirschfeld am 3. März 1941 im Alter von 73 Jahren in ihrer Wohnung in Rheinsberg starb, hatte ihre Pflegerin die Stadt schon verlassen. |
|              | HIER WOHNTE HANS HERRMANN HOFFMANN JG. 1908 FLUCHT 1934 HOLLAND VERSTECKT ÜBERLEBT                                                          | Uferpromenade (Villa Miralonda)     | Hans Herrmann Hoffmann |
|              | HIER WOHNTE LUCIE HOFFMANN JG. 1885 FLUCHT 1939 HOLLAND INTERNIERT WESTERBORK DEPORTIERT 1943 AUSCHWITZ ERMORDET 1943                       | Uferpromenade (Villa Miralonda)     | Lucie Hoffmann geb. Heller |
|              | HIER WOHNTE PETER PAUL HOFFMANN JG. 1910 FLUCHT 1933 BALTIKUM 1940 LETTLAND SCHICKSAL UNBEKANNT                                             | Uferpromenade (Villa Miralonda)     | Peter Paul Hoffmann |
|              | HIER WOHNTE SIEGFRIED HOFFMANN JG. 1875 'SCHUTZHAFT' 1938 GEFÄNGNIS BERLIN FLUCHT 1939 HOLLAND TOT 26.9.1941 HILVERSUM                      | Uferpromenade (Villa Miralonda)     | Siegfried Hoffmann wurde am 9. Januar 1875 geboren. Er war Kaufhausunternehmer und führte zusammen mit Ernst Hoffmann ein Modegeschäft in der Friedrichstraße in Berlin. Mit ihm erwarb er 1923 die Villa Miralonda in Rheinsberg. Im Jahr 1938 erfolgte zuerst die Zwangsenteignung, wenige Monate später 1939 musste die Villa zwangsverkauft werden. Siegfried Hoffmann flüchtete in die Niederlande. Er starb am 26. September 1941 in Hilversum. Die Villa wurde nach ihrem Zwangsverkauf erst für junge Wiener Mädchen als Wohnunterkunft genutzt, dann durch den Wehrkreissanitätspark Berlin genutzt und schließlich als Unterkunft für französische Zwangsarbeiterinnen. Im Herbst 1945 wurde das Gebäude durch einen Brand zerstört. Erst 1990 erfolgte die Rückübertragung an Erben der Familie Hoffmann. |
|              | HIER WOHNTE FRIEDA LEO GEB. WARSCHAU JG. 1890 FLUCHT 1933 FRANKREICH MIT HILFE ÜBERLEBT                                                     | Dr.-Martin-Henning-Straße 32        | Frieda Leo geb. Warschau |
|              | HIER WOHNTE GERHARD LEO JG. 1923 FLUCHT 1933 FRANKREICH MIT HILFE ÜBERLEBT                                                                  | Dr.-Martin-Henning-Straße 32        | Gerhard Leo |
|              | HIER WOHNTE DR. WILHELM LEO JG. 1886 'SCHUTZHAFT' 1933 ORANIENBURG FLUCHT 1933 FRANKREICH INTERNIERT LES MILLES GEFLOHEN MIT HILFE ÜBERLEBT | Dr.-Martin-Henning-Straße 32        | Wilhelm Leo Der Journalist und Autor Maxim Leo ist sein Urenkel. |
|              | HIER WOHNTE ILSE POLLAK GEB. LEO JG. 1919 UNFREIWILLIG VERZOGEN 1933 HAMBURG FLUCHT 1934 FRANKREICH INTERNIERT GURS BEFREIT                 | Dr.-Martin-Henning-Straße 32        | Ilse Pollak geb. Leo |
|              | HIER WOHNTE EDITH SCHAUWECKER GEB. LEO JG. 1921 UNFREIWILLIG VERZOGEN 1933 HAMBURG FLUCHT 1934 FRANKREICH INTERNIERT GURS BEFREIT           | Dr.-Martin-Henning-Straße 32        | Edith Schauwecker geb. Leo |
|              | HIER WOHNTE FELIX WEINSTOCK JG. 1872 'SCHUTZHAFT' 1938 GEFÄNGNIS NEURUPPIN DEPORTIERT 1942 THERESIENSTADT BEFREIT                           | Lange Straße 19                     | Felix Weinstock wurde am 14. Oktober 1872 in Berlin geboren. Er lernte das Handwerk des Vergolders und übernahm das Geschäft seines Vaters. Er heiratete Ida Hentschel. Das Paar hatte zumindest einen Sohn, James, geboren am 25. Oktober 1900 in Berlin. Von 1915 bis 1918 diente Felix Weinstock als Soldat im Weltkrieg und wurde mehrfach verwundet. Felix Weinstock und seine Frau kamen nach Rheinsberg und bauten sich dort ein Leben auf. Er wechselte mehrfach den Beruf. Eine Zeit lang führte er mit seiner Frau eine Gastwirtschaft, dann mit dem Sohn eine Bäckerei und Konditorei, später war er Handelsreisender. James Weinstock kaufte das Haus Lange Straße 19, laut Volkszählung vom Juni 1933 waren seine Eltern dort gemeldet. Sie wurden mehrfach Opfer antisemitischer Angriffe, wurden überfallen und beraubt. In der Pogromnacht des Jahres 1938 wurden Auto, Führerschein, Geld und Waren beschlagnahmt, das Ehepaar wurde im Sitzungssaal des Rathauses in „Schutzhaft“ genommen. Felix Weinstock, damals 66, wurde in das Neuruppiner Polizeigefängnis überstellt und kam erst nach drei Wochen Haft frei. Es folgten weitere Repressalien. 1941 erhielten die Eheleute den Deportationsbefehl. Sie wurden über Berlin nach Theresienstadt deportiert. Weinstock musste, trotz seines fortgeschrittenen Alters, 16 Stunden täglich in der Tischlerei arbeiten. Beide konnten die KZ-Haft überleben, in Lumpen bekleidet kehrten sie nach Rheinsberg zurück. Felix Weinstock musste darum kämpfen, sein Eigentum zurückzubekommen. Seine Frau starb 1951 in Rheinsberg, er selbst 1962. In seinen Aufzeichnungen findet sich folgender Satz: „Worte sind zu arm, um das Leid der Todesangst zu schildern.“ Sein Sohn, James Weinstock, lebte in Berlin, wurde am 26. Oktober 1942 mit dem Transport No. 22 nach Riga deportiert und dort drei Tage später, unmittelbar nach der Ankunft, ermordet. Seine Familie soll in Auschwitz ermordet worden sein. |
|              | HIER WOHNTE IDA WEINSTOCK GEB. HENTSCHEL JG. 1878 DEPORTIERT 1942 THERESIENSTADT BEFREIT                                                    | Lange Straße 19                     | Ida Weinstock geb. Hentschel |

## Verlegungen, Vandalismus
- 25. Mai 2020: Berliner Straße 12, Lange Straße 19, Schlossstraße 9
- 13. Oktober 2020: Dr.-Martin-Henning-Straße 32, Uferpromenade (Villa Miralonda)

Verlegt wurden insgesamt 13 Steine, zuerst vier im Mai 2020 im Stadtzentrum und danach weitere neun in einer zweiten Verlegeaktion in der Dr.-Martin-Henning-Straße und an der Seepromenade. Für die Recherchen hauptverantwortlich war schließlich Peter Böthig, Leiter des Kurt-Tucholsky-Literaturmuseum, unterstützt von Pfarrer Christoph Röhmhild von der Evangelischen Kirchengemeinde. Böthig hatte bereits 15 Jahren zuvor das Buch Juden in Rheinsberg – eine Spurensuche publiziert. Beim ersten Termin hielt der Museumsdirektor nicht nur die Ansprache, er musste die Steine mit Unterstützung des Bauhofs auch selbst verlegen, da Gunter Demnig COVID-19-bedingt abgesagt hatte.
An der zweiten Verlegung im Oktober 2020 nahmen Nachfahren der Familien Leo und Hoffmann aus England, Israel und den Niederlanden teil.

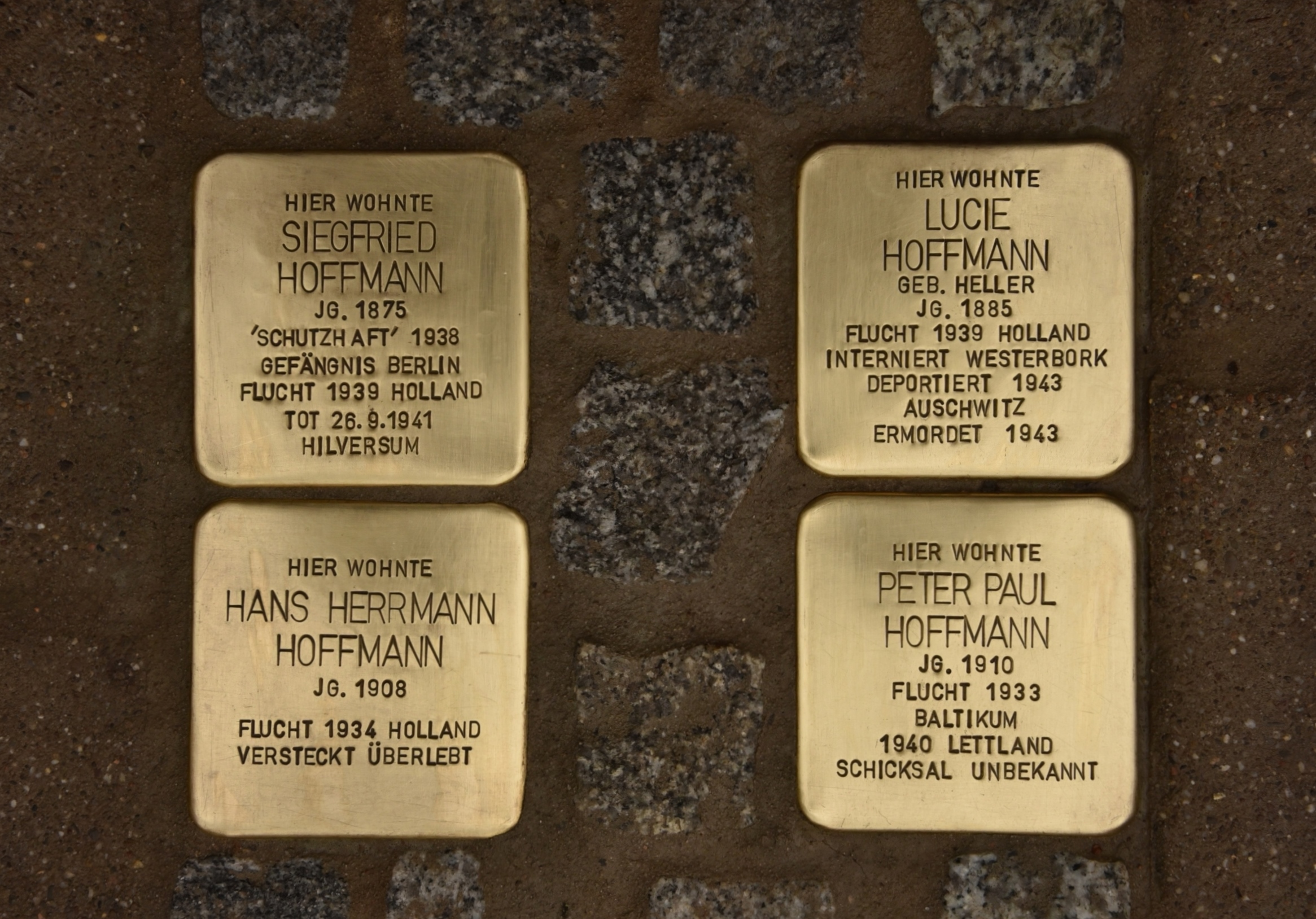
Stolpersteine der Familie Hoffmann, deren Andenken man im Januar 2021 beschmutzte

In der zweiten Januarhälfte des Jahres 2021 wurden die Stolpersteine auf der Uferpromenade von unbekannten Tätern mit einem Hakenkreuz besprüht. Peter Böthig reagierte darauf mit diesem Satz: „Das ist eine Schande.“